# アラネタ・センター-クバオ駅 (MRT)
アラネタ・センター-クバオ駅（アラネタ・センター-クバオえき、英語: Araneta Center–Cubao station、別名: アラネタ-クバオ駅（アラネタ-クバオえき、Araneta–Cubao station）またはクバオ駅（クバオえき、Cubao station））は、フィリピン・マニラ首都圏のケソン市クバオにあるマニラMRT3号線の駅。駅名は駅が位置するアラネタ・シティの旧名に由来している。
マニラLRT2号線のアラネタ・センター-クバオ駅と徒歩で乗り換え可能である。

## 歴史
- 1999年12月15日：開業。

## 駅構造
島式ホーム1面2線を有する高架駅である。

## 駅周辺
- Araneta City
  - Gateway Mall
  - Ali Mall
  - Farmers Plaza
  - アラネタ・コロシアム

## ギャラリー

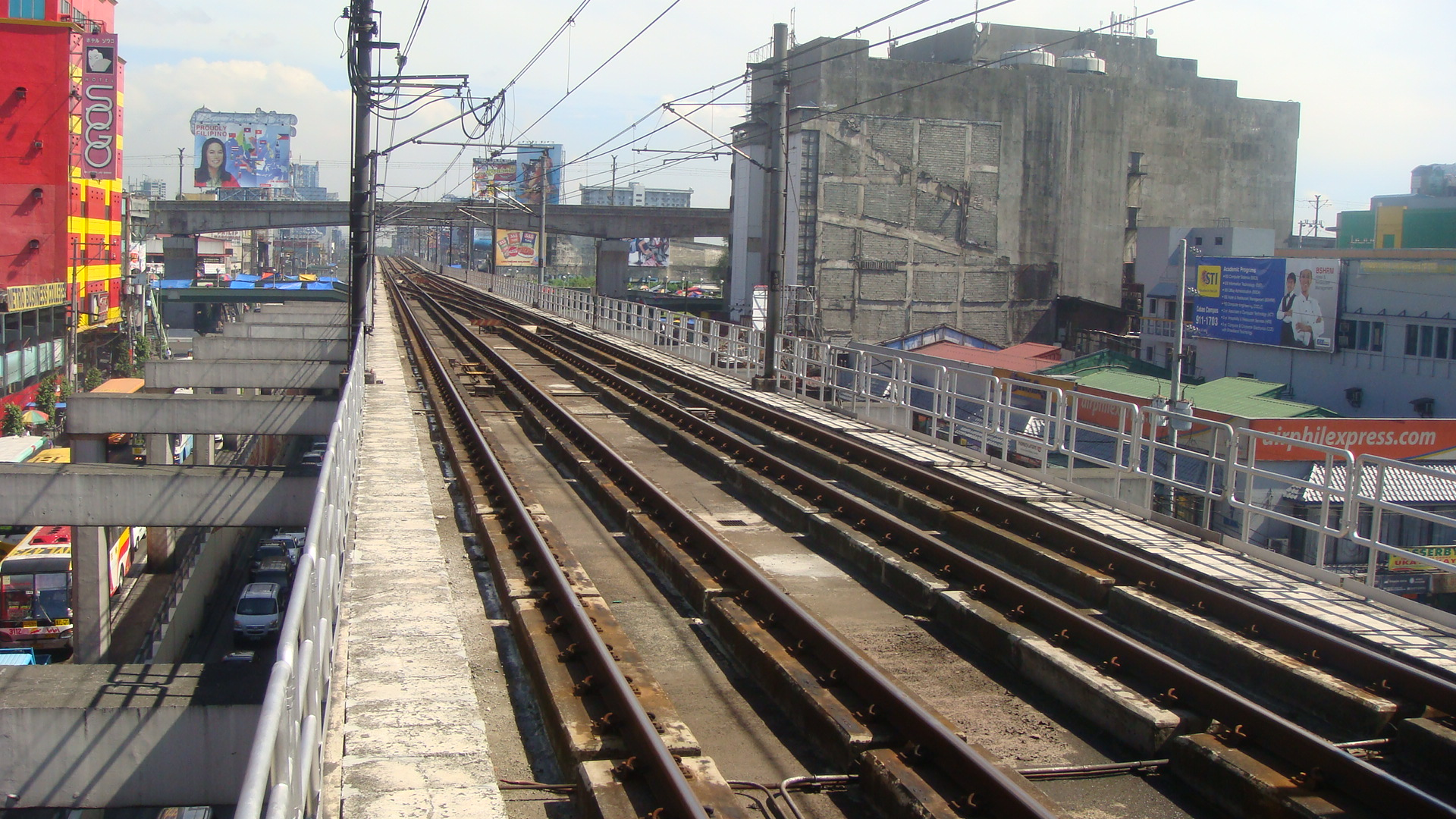
駅からの景色
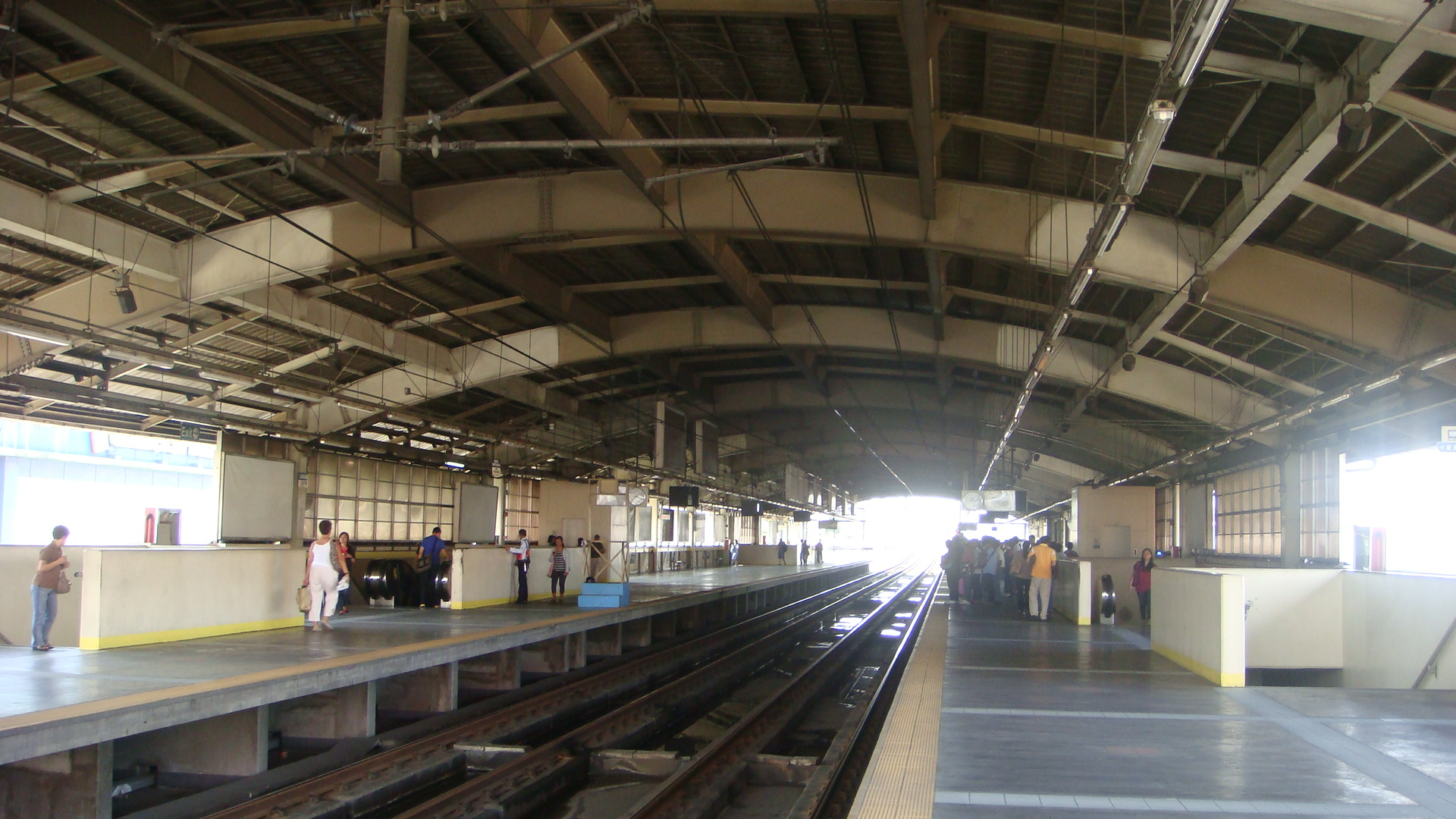
プラットホーム
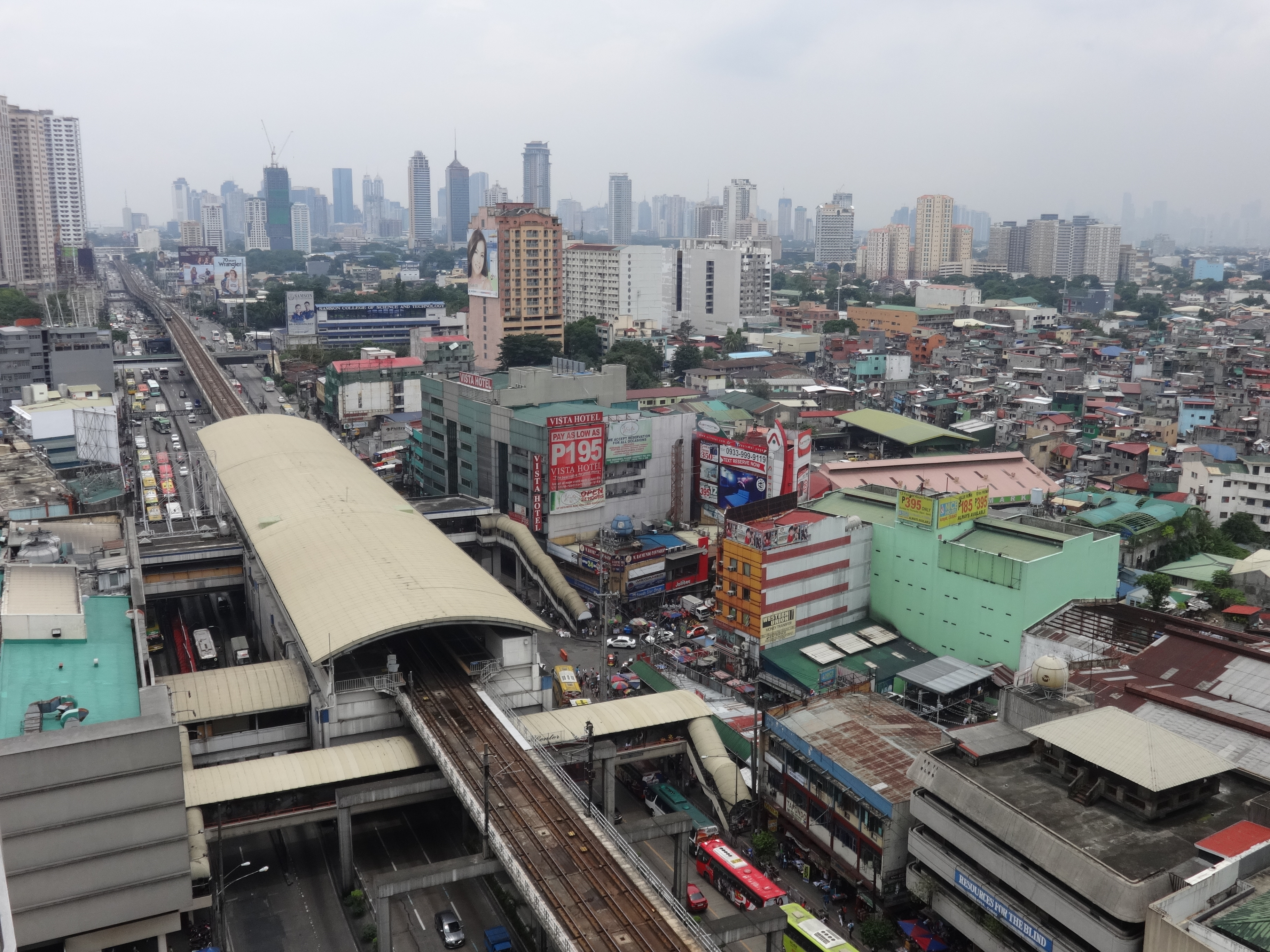
近隣のビルから見た駅とその周辺